# TV5Monde
«ТВ5 Монд» (TV5MONDE SAS) — упрощённое анонимное общество, принадлежащее ряду вещательных организаций Франции, Бельгии, Швейцарии и Канады, осуществляющее телевещание заграницу.

## Владельцы
- национальная компания «Франс Телевизьон» (49 % капитала), 2010 года - национальные компании «Франс 2» и «Франс 3»;
- национальная компания «Франс Медиа Монд» (12,58 % капитала);
- с 1999 года национальная компания «Арте Франс» (3,29 % капитала);
- общественное учреждение, имеющее промышленный и коммерческий характер «Национальный институт аудиовизуала» (1,74 % Капитала);
- общественное учреждение, имеющее культурный характер «Франкоязычное бельгийское радио и телевидение» (11,11 капитала);
- ассоциация «Швейцарское общество радиовещания и телевидения» (11,11 % капитала);
- с 1987 года корпорации короны «Канадская радовещательная корпорация» (6,67 % капитала) и корпорация короны «Общество телевещания Квебека» (4,44 % капитала), до 1987 год - национальная компания «ТФ1»;
- сотрудники телекомпании (0,06 % капитала).

## Финансирование
Телекомпания финансируется из государственной казны Французской Республики преимущественно от средств от сбора абонемента (Redevance audiovisuelle) со всех владельцев радиоприёмников и телевизоров, в меньшей степени - за счёт продажи рекламного времени

## Руководство
Руководство компанией осуществляли:
- (в 1984-2008 гг.)
  - административный совет (Le conseil d’administration)[3], формировавшийся акционерами;
  - президент компании с полномочиями генерального директора (Présidents-directeur général), избиравшийся административным советом из своего состава.
- (с 2008 года)
  - административный совет, формируется акционерами;
  - генеральный директор (Directeur général), назначавшийся административным советом[4][5].

## Подразделения
- Единица информации;
- Единица программ[6];

## Международное членство
Является членом EBU, Médias Francophones Publics, CIRTEF

## Активы
Компании предлежат
- телецентр в Монреале;
- телецентр в Париже.

## Телеканалы
Компания вела:
- (Всемирный уровень)
  - с 2012 года вещание по телепрограмме Tivi5 Monde
  - с 2015 года вещание по телепрограмме TV5 Monde Style HD
- (Европа)
  - с 1999 года вещание по телепрограмме «ТВ5 Монд ФБС» (TV5MONDE FBS) во Франции, Бельгии и Швейцарии (с французскими субтитрами)
  - с 1984 года вещание по телепрограмме «ТВ5 Монд Еуроп» (TV5MONDE Europe) в странах Европы (с немецкими, английскими, голландскими, испанскими, португальскими, польскими, румынскими, русскими, сербскими и украинскими субтитрами), 5 марта 2022 года ретрансляция телеканала на территории России (преимущественно через кабельное и спутниковое телевидение) было прекращено[7]
- (Африка и Юго-Западная Азия)
  - с 1998 года вещание по телепрограмме «ТВ5 Монд Магреб - Ориент» (TV5MONDE Maghreb — Orient) в странах Юго-Западной Африки и северной Африке (с арабскими субтитрами)
  - с 1992 года вещание по телепрограмме «ТВ5 Монд Африк» (TV5MONDE Afrique) в странах Тропической Африки (с английскими, французскими и португальскими)
- (Южная, Юго-Восточная Азия и Океания)
  - с 1996 года вещание по телепрограмме «ТВ5 Монд Ази» (TV5MONDE Asie) в странах Южной Азии (с английскими субтитрами)
  - с 2009 года вещание по телепрограмме «ТВ5 Монд Пасифик» (TV5MONDE Pacifique) в странах Юго-Восточной Азии и Океании и Австралии  (с корейскими, японскими, вьетнамскими и английскими субтитрами)
- (Северная Америка)
  - с 1988 года вещание по телепрограмме «ТВ5 Квебек-Канада» (TV5 Québec-Canada) в Канаде (с французскими субтитрами)
  - с 2014 года вещание по телепрограмме «Уни» (Unis) (Канада — Квебек)
  - с 1998 года вещание по телепрограмме «ТВ5 Монд Этат-Уни» (TV5MONDE Etats-Unis) в США (с английскими субтитрами)
- (Латинская Америка)
  - с 1992 года вещание по телепрограмме «ТВ5 Монд Америк Латин; Караиб» (TV5MONDE Amérique Latine; Caraïbes) в странах Центральной и Южной Америки и Вест-Индии (с испанскими субтитрами)
  - с 2015 года вещание по телепрограмме «ТВ5 Монд Бразиль» (TV5MONDE Brésil) в Бразилии (с португальскими субтитрами)

## Передачи

### Информация и аналитика
- 64' Le Monde en Français — информационная программа TV5MONDER
- Journal de 20 heures — информационная программа France 2 (France Télévisions)
- Le Téléjournal 22 h — информационная программа ICI Radio-Canada Télé (Radio Canada)
- Téléjournal de la Radio Télévision Suisse — информационная программа RTS Un (RTS)
- Téléjournal 13h — информационная программа La Une (RTBF)

## События

### Кибератака в апреле 2015
Вечером 8 апреля 2015 года, TV5Monde стал жертвой кибератаки, в результате чего вещание канала было прервано на три часа. По первоначальной версии за атакой стояла хакерская группа «CyberCaliphate», связанная с террористической организацией исламское государство Ирака и Леванта (ИГИЛ). Однако впоследствии французские следователи отбросили «исламскую» версию и высказали подозрение о том, что за атакой могла стоять российская группа хакеров, известная как APT28 или Пешечный штурм, предположительно связанная с российским правительством.

### Прекращение вещания в России
В марте 2022 года по заявке правообладателей и в связи со вторжением России на Украину была прекращена ретрансляция телеканала на территории Российской Федерации.